# Campeonato de Clubes de la CFU 2007
El Campeonato de Clubes de la CFU del 2007 fue la 10.ª edición del torneo de fútbol a nivel de clubes del Caribe organizado por la CFU. Debido a modificaciones hechas por CONCACAF a sus torneos internacionales de clubes, a partir de esta edición el campeonato caribeño tendría tres plazas en la ahora llamada Concacaf Liga de Campeones 2008-2009. Tomaron parte del mismo 18 clubes representativos de Jamaica, Trinidad y Tobago, Aruba, Antillas Neerlandesas, Dominica, Puerto Rico, Surinam, Antigua y Barbuda, Islas Vírgenes de Estados Unidos, Haití y la debutante Cuba, que a través de su histórico club Pinar del Río se convirtió en la segunda nación hispano-parlante que participa en la competición tras los puertorriqueños el año anterior. No obstante, los cubanos no volverían a inscribir a sus equipos campeones en este torneo.
El Harbour View de Jamaica venció en la final al Joe Public de Trinidad y Tobago para ganar el título por segunda vez (la tercera para los conjuntos jamaiquinos). El tercer representante caribeño en la Concacaf Liga de Campeones (y el que haría historia en dicha competición al llegar a semifinales) fue la oncena boricua del Puerto Rico Islanders.

## Primera Ronda

### Grupo A
| Club               | Pts. | J | G | E | P | GF | GC | GD |
| ------------------ | ---- | - | - | - | - | -- | -- | -- |
| San Juan Jabloteh  | 6    | 2 | 2 | 0 | 0 | 10 | 1  | +9 |
| Deportivo Nacional | 1    | 2 | 0 | 1 | 1 | 2  | 6  | -4 |
| Centro Barber      | 1    | 2 | 0 | 1 | 1 | 1  | 6  | -5 |

El Newtown United de San Cristóbal y Nieves abandonó el torneo.
| Local              | Visita             | Resultado |
| ------------------ | ------------------ | --------- |
| Deportivo Nacional | Centro Barber      | 1-1       |
| Centro Barber      | San Juan Jabloteh  | 0-5       |
| San Juan Jabloteh  | Deportivo Nacional | 5-1       |

### Grupo B
| Club          | Pts. | J | G | E | P | GF | GC | GD  |
| ------------- | ---- | - | - | - | - | -- | -- | --- |
| Joe Public    | 6    | 2 | 2 | 0 | 0 | 12 | 0  | +12 |
| South East FC | 1    | 2 | 0 | 1 | 1 | 1  | 6  | -5  |
| RCA           | 1    | 2 | 0 | 1 | 1 | 1  | 8  | -7  |

El New Vibes de las Islas Vírgenes Estadounidenses abandonó el torneo.
| Local         | Visita        | Resultado |
| ------------- | ------------- | --------- |
| RCA           | South East FC | 1-1       |
| South East FC | Joe Public    | 0-5       |
| Joe Public    | RCA           | 7-0       |

### Grupo C
| Club                  | Pts. | J | G | E | P | GF | GC | GD  |
| --------------------- | ---- | - | - | - | - | -- | -- | --- |
| Puerto Rico Islanders | 7    | 3 | 2 | 1 | 0 | 17 | 4  | +13 |
| Harbour View FC       | 4    | 3 | 1 | 1 | 1 | 13 | 4  | +9  |
| Inter Moengotapoe     | 4    | 3 | 1 | 1 | 1 | 7  | 9  | -2  |
| SAP                   | 1    | 3 | 0 | 1 | 2 | 3  | 23 | -20 |

| Local                 | Visita                | Resultado |
| --------------------- | --------------------- | --------- |
| SAP                   | Inter Moengotapoe     | 3-3       |
| Harbour View FC       | Puerto Rico Islanders | 2-2       |
| Puerto Rico Islanders | SAP                   | 10-0      |
| Inter Moengotapoe     | Harbour View FC       | 2-1       |
| Puerto Rico Islanders | Inter Moengotapoe     | 5-2       |
| Harbour View FC       | SAP                   | 10-1      |

### Grupo D
| Club            | Pts. | J | G | E | P | GF | GC | GD |
| --------------- | ---- | - | - | - | - | -- | -- | -- |
| Portmore United | 6    | 2 | 2 | 0 | 0 | 5  | 0  | 5  |
| SV Leo Victor   | 3    | 2 | 1 | 0 | 1 | 2  | 3  | -1 |
| Helenites       | 0    | 2 | 0 | 0 | 2 | 0  | 6  | -6 |

| Local           | Visita          | Resultado |
| --------------- | --------------- | --------- |
| Portmore United | Helenites       | 2-0       |
| Helenites       | SV Leo Victor   | 0-4       |
| SV Leo Victor   | Portmore United | 3-0       |

### Grupo E
| Club          | Pts. | J | G | E | P | GF | GC | GD  |
| ------------- | ---- | - | - | - | - | -- | -- | --- |
| Baltimore SC  | 7    | 3 | 2 | 1 | 0 | 16 | 3  | +13 |
| Bassa SC      | 6    | 3 | 2 | 0 | 1 | 23 | 4  | +21 |
| Pinar del Río | 4    | 3 | 1 | 1 | 1 | 8  | 11 | -3  |
| Jong Colombia | 0    | 3 | 0 | 0 | 3 | 2  | 31 | -29 |

| Local         | Visita        | Resultado |
| ------------- | ------------- | --------- |
| Pinar del Río | Jong Colombia | 5-1       |
| Baltimore SC  | Bassa SC      | 2-1       |
| Bassa SC      | Pinar del Río | 8-1       |
| Jong Colombia | Baltimore SC  | 0-12      |
| Jong Colombia | Bassa SC      | 1-10      |
| Pinar del Río | Baltimore SC  | 2-2       |

## Cuartos de final
| Local                 | Visita          | Resultado |
| --------------------- | --------------- | --------- |
| Portmore United       | Harbour View FC | 0-2       |
| Puerto Rico Islanders | SV Leo Victor   | 7-1       |
| San Juan Jabloteh     | Baltimore SC    | 1-0       |
| Joe Public            | Bassa SC        | 1-0       |

## Semifinales
| Local                 | Visita            | Resultado       |
| --------------------- | ----------------- | --------------- |
| Harbour View FC       | San Juan Jabloteh | 0-0 (10-9 pen.) |
| Puerto Rico Islanders | Joe Public        | 0-1             |

## Final
| Local           | Visita     | Resultado |
| --------------- | ---------- | --------- |
| Harbour View FC | Joe Public | 2-1       |

## Tercer Lugar
| Local                 | Resultado | Visita            | Ida | Vuelta |
| --------------------- | --------- | ----------------- | --- | ------ |
| Puerto Rico Islanders | 1-0       | San Juan Jabloteh | 1-0 | 0-0    |

| Harbour View FC 2º título |